# Ermelinda
Ermelinda  è un nome proprio di persona italiano femminile.

## Varianti
- Femminili: Armelinda
  - Ipocoristici: Melinda, Linda
- Maschili: Ermelindo, Armelindo
  - Ipocoristici: Melindo

## Origine e diffusione
Riprende il nome germanico Erminlinda. È composto da ermen ("grande", "potente", "universale") combinato con linde ("soffice", "tenero") oppure con linta ("tiglio", ma anche "scudo"); nell'ultimo caso il significato complessivo può quindi essere "scudo del potente".
È documentato in Italia nella forma latinizzata Hermelinda a partire dall'VIII secolo.
I nomi Melinda e Linda, sebbene possano essere forme tronche di Ermelinda, hanno anche origini differenti.

## Onomastico
L'onomastico viene festeggiato il 29 ottobre in onore di santa Ermelinda di Meldaert, vergine nel Brabante.

## Persone

Ermelindo Bonilauri

- Ermelinda, regina dei Longobardi e d'Italia quale moglie di Cuniperto
- Ermelinda De Felice, attrice italiana
- Ermelinda Rigon, insegnante e religiosa fondatrice italiana

### Variante maschile Ermelindo
- Ermelindo Bonilauri, calciatore e allenatore di calcio italiano
- Ermelindo Lovagnini, calciatore italiano
- Ermelindo Magugliani, calciatore italiano

## Il nome nelle arti
- Ermelinda è il nome della protagonista del romanzo Marco Visconti di Tommaso Grossi.